# Tamale (пісня)
«Tamale» (укр. «Тамале») — сімнадцята пісня з третього студійного альбому американського репера Tyler, The Creator, випущена 2 квітня 2013 року. Музичне відео було випущене 8 жовтня 2013 року на YouTube-каналі лейблу.

## Історія створення
Як зазначив сам Тайлер в інтерв'ю з Шейном Паверсом у 2015 році:
|  | Як закінчував з «Wolf» і раптом я такий: “Йоу, цьому альбому дечого бракує. Йому бракує надокучливого Тайлера, йому бракує мене [...] усміхненого. Я потребую жовтого, я потребую кольору жовтого в цьому [...] альбому. […] Жовтий це дуже щасливо, добре, позитивно. Я обожнюю жовтий, це мій улюблений колір цього року. […] Я під впливом Missy, Teriyaki Boyz, дивного [...] німецького лайна, просто випадкового трохи дивного німецького прогресивно рокового лайна звідкись з 80-их. Я дуже сильно хотів Missy в цій пісні. |

## Опис
Пісня відзначається швидким перкусійним бітом. В «Tamale» Тайлер розкриває відверті теми, такі як мастурбація, присутня велика кількість лихослів'я, пейоративів, слів із сексуальним підтекстом. У приспіві звучить вокал акторки Таллули Вілліс, доньки Брюса Вілліса, що вважається наслідуванням британської реперки M.I.A.

## Сприйняття
У Los Angeles Times описують «Tamale» як «мінімальний трек хитких розімірів» та «природно незбалансований», проте відзначили його як один з кращих в альбомі «Wolf». Критики відзначали пісню як «надмірно яскраву» та «невиразно екзотичну».
25 липня 2023 трек отримав Сертифікацію RIAA.

## Відеокліп
Відеокліп починається із зображення тамале на помаранчевому фоні, зверху відповідний напис, а також текст «візуальна інтерпретація Тайлерового мозку». Знизу написана ціна страви, що становить 3,91 долара. Після 7-м жіночих криків «Тамале!» на цьому ж фоні з'являється голова Тайлера, час від часу біля неї з обох боків з'являються і дві інші.
Наступним кадром є зацензуроване зображення з написом: «Через „графічну“ природу цієї картини я був примушений цензурувати, бо люди насправді не готові мати розумну розмову перед тим, як судити. Вітаємо в Америці». Наступна сцена зображає те, як Тайлер стрибає на сідницях жінки в купальнику, що є віксен-моделлю Брією Майлз. Це супроводжується написом «Але це лайно дозволене».
Після цього зображується сцена з Тайлером на велосипеді на фоні озера, що є відсиланням до однієї з обкладинок альбому. В наступному кадрі Тайлер грає гольф, після чого залазить на гольфкар, пізніше з нього падає. Сцени далі зображують відповідно Тайлера на рожевому з гігантським котом масті таббі та підводну зйомку в басейні. Наступний кадр зображує білу версію Тайлера в білій футболці та чорних штанах, позаду якої стоять два білих чоловіка в тому ж одязі та два гравці на тромбонах. Сцена після цього зображує зменшену версію Тайлера, що мастурбує, сидячи на ліжку та читаючи еротичний журнал.
Після цього «Tamale» закінчується, натомість починається «Answer» з цього ж альбому.